# Кандаджи Спорт
«Кандаджи Спорт» (фр. Kandadji Sport) — нигерский футбольный клуб из города Ниамей. Выступает во втором дивизионе Нигера. Домашние матчи проводит на стадионе Сейни Кунче. Цвета команды — синий, красный и белый.

## История

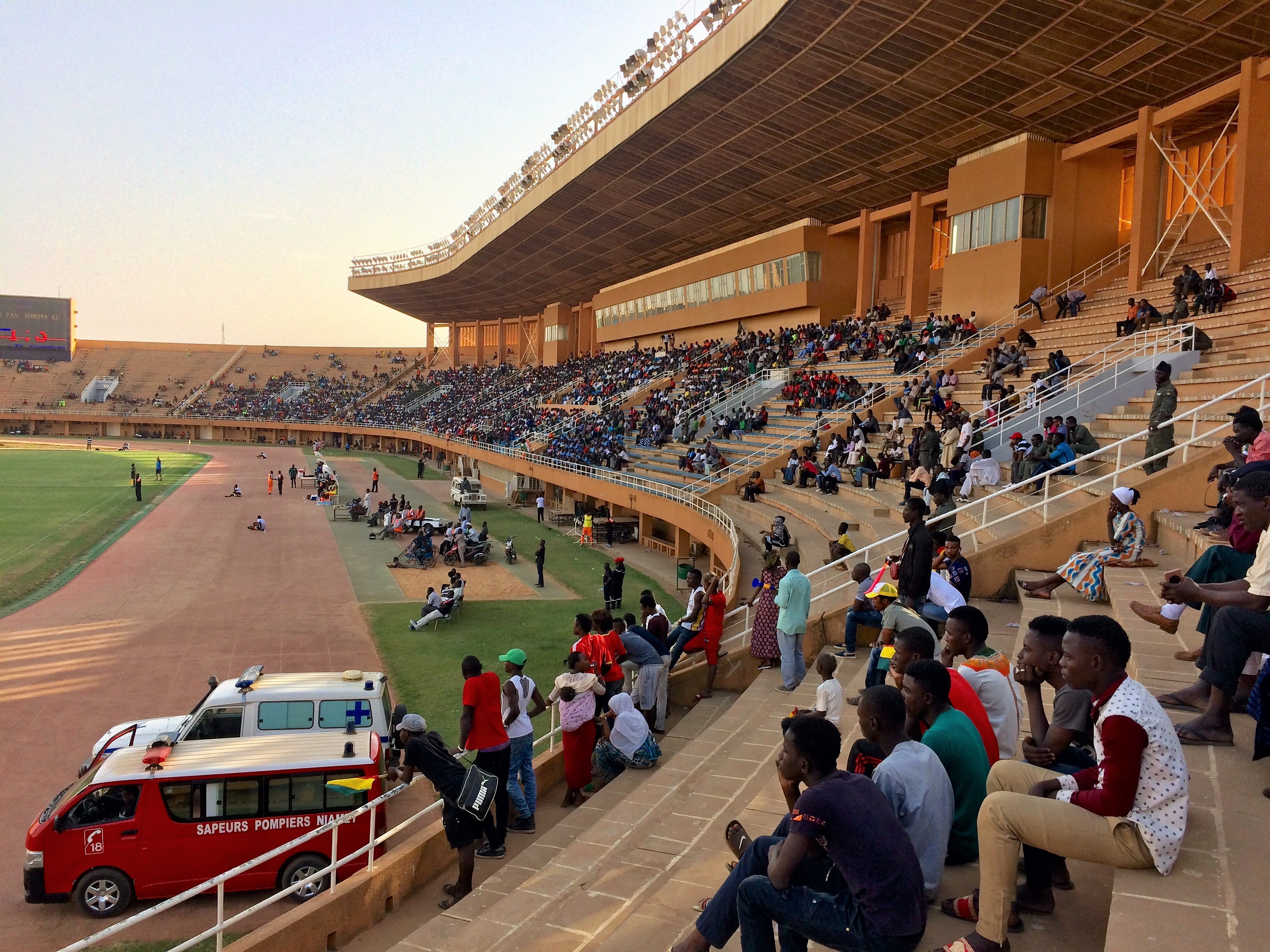
Стадион Сейни Кунче является домашней ареной команды

Дата создания клуба неизвестна. В 2003 году команда уступила «Полиции» в матче за право выхода в чемпионат Нигера. В следующем году «Кандаджи Спорт» выступал во втором дивизионе страны в столичной группе. В 2008 году нигерский клуб был приглашён на международный турнир солидарности в Уагадугу. По итогам 2008 года команда впервые победила во втором дивизионе и получила право выступать в чемпионате Нигера. Дебютный сезон на высшем уровне завершился для «Кандаджи Спорт» вылетом обратно во второй по значимости дивизион Нигера. В сезоне 2012/13 команда вновь стала победителем второго дивизиона и дошла до полуфинала Кубка Нигера. В чемпионате Нигера команда задержалась лишь на два сезона, после чего вернулась во второй дивизион.

## Известные игроки
В данный список включены футболисты, выступавшие за национальную сборную Нигера.
- Умару Махамаду
- Як Магаги
- Мохамед Вонкойе

## Статистика
| Сезон   | Дивизион               | Место в чемпионате              | И                               | В                               | Н                               | П                               | ГЗ                              | ГП                              | О                               | Кубок       | Примечание |
| ------- | ---------------------- | ------------------------------- | ------------------------------- | ------------------------------- | ------------------------------- | ------------------------------- | ------------------------------- | ------------------------------- | ------------------------------- | ----------- | ---------- |
| 2011/12 | Второй дивизион Нигера |                                 |                                 |                                 |                                 |                                 |                                 |                                 |                                 | 1/16 финала | [ 11 ]     |
| 2012/13 | Второй дивизион Нигера |                                 |                                 |                                 |                                 |                                 |                                 |                                 |                                 | Полуфинал   | [ 12 ]     |
| 2013/14 | Чемпионат Нигера       | 10 из 14                        | 26                              | 7                               | 6                               | 13                              | 28                              | 41                              | 27                              | 1/8 финала  | [ 13 ]     |
| 2014/15 | Чемпионат Нигера       | 13 из 14                        | 26                              | 5                               | 5                               | 16                              | 28                              | 47                              | 20                              | 1/8 финала  | [ 9 ]      |
| 2015/16 | Второй дивизион Нигера |                                 |                                 |                                 |                                 |                                 |                                 |                                 |                                 | Раунд 1     | [ 14 ]     |
| 2019/20 | Второй дивизион Нигера | отменён из-за пандемии COVID-19 | отменён из-за пандемии COVID-19 | отменён из-за пандемии COVID-19 | отменён из-за пандемии COVID-19 | отменён из-за пандемии COVID-19 | отменён из-за пандемии COVID-19 | отменён из-за пандемии COVID-19 | отменён из-за пандемии COVID-19 | 1/8 финала  | [ 15 ]     |
| 2020/21 | Второй дивизион Нигера |                                 |                                 |                                 |                                 |                                 |                                 |                                 |                                 | 1/8 финала  | [ 16 ]     |